# Lucien Lévy-Dhurmer
Pour les articles homonymes, voir Lévy.
Lucien Lévy, dit Lucien Lévy-Dhurmer, né à Alger le 30 septembre 1865 et mort au Vésinet le 24 septembre 1953, est un peintre, sculpteur et céramiste symboliste français.

## Biographie
Lucien Lévy est le fils de Salomon Lévy et de Pauline-Amélie Goldhurmer. Il entre le 21 octobre 1879 à l'école communale supérieure de dessin et de sculpture du 11e arrondissement de Paris. Il suit les enseignements d'Albert-Charles Wallet et de Raphaël Collin, tous deux élèves d'Alexandre Cabanel, ainsi que d'Alexandre Vion, directeur de l'école communale. Il débute au Salon des artistes français en envoyant une copie de La Naissance de Vénus d'après Cabanel. Lucien Lévy est un élève brillant comme le stipule la lettre de recommandation d'Alexandre Vion, datée du 27 juillet 1887, détaillant les diverses récompenses qu'il a reçues au cours de son apprentissage à l'école communale de dessin. 
Pour des raisons pécuniaires, il travaille dans un premier temps comme lithographe, puis de 1887 à 1895, comme céramiste à la manufacture de faïences d'art de Clément Massier à Golfe-Juan. Collectionnant des céramiques d'inspiration hispano-mauresque, il effectue des recherches sur les reflets métalliques sur faïences, dont quelques pièces issues de ces essais feront l'objet d'envois au Salon des artistes français. Il y devient en 1892 directeur des travaux d'art, date à partir de laquelle il signe les pièces de la manufacture conjointement avec Clément Massier. 
Pendant son activité à la manufacture de Golfe-Juan, Lucien Lévy poursuit la pratique de la peinture à l'huile et du pastel, et participe à l'exposition collective des Peintres de l'âme en 1896. Elle est organisée par la revue L'Art et la Vie, dans le hall du théâtre d'Application de la Bodinière à Paris. Ainsi il expose, entre autres, aux côtés d'Edmond Aman-Jean, Émile-René Ménard, Alphonse Osbert, Carlos Schwabe, Émile Gallé, Alexandre Séon. 
Il retourne vivre à Paris en 1895. Durant cette année, il rencontre le poète Georges Rodenbach dont il fait le portrait. C'est par l'entremise de ce dernier qu'il signe sa première exposition monographique en 1896, sous le nom de Lucien Lévy-Dhurmer, ajoutant à son patronyme une partie de celui de sa mère. Il y présente un ensemble de 24 œuvres dont 16 pastels, deux sanguines et cinq peintures, dont certains font aujourd'hui partie de ses réalisations les plus connues, tels : Bourrasque, Le Silence, Portrait de Georges Rodenbach, Ève, Mystère.
Cette présence à la galerie Georges Petit lui apporte une notoriété immédiate, elle qui a pour habitude d'organiser des expositions d'artistes déjà reconnus, ainsi que des expositions internationales très sélectives. Au cours de cette exposition, Lévy-Dhurmer se rapproche dans ses œuvres de l'esthétique symboliste, et reçoit une certaine adhésion de Joséphin Peladan : « Vous savez certainement, Monsieur, quel est le caractère esthétique de la Rose-Croix ; vous n'aurez donc qu'à m'écrire en février et j'irai inviter vos œuvres chez vous. Cordialités. Sar Péladan ». L'artiste n'a cependant jamais exposé au Salon de la Rose-Croix alors que son iconographie se rapproche principalement de cette esthétique, représentant des sujets comme Le Silence, personnage voilé posant deux doigts sur sa bouche, œuvre inspirée d'une sculpture éponyme d'Auguste Préault, repris également par Odilon Redon, ou les portraits symbolistes de Rodenbach et Loti dans lesquels apparaît l'univers de leurs écrits en arrière-plan.
Il s'attire également la sympathie d'artistes comme Émile Bernard ou Gustave Moreau. Il fait la connaissance de Pierre Loti par l'intermédiaire de Georges Rodenbach. Il se lie d'amitié avec ces deux écrivains, dont il s'inspire au travers de leurs écrits, principalement Bruges-La-Morte et Au Maroc. Il réalise également le portrait de Pierre Loti, qui particulièrement satisfait le remercie dans une lettre : « Je me suis reproché tant de fois de ne pas vous avoir assez remercié d'avoir fait de moi la seule image qui restera ».
Il participe ensuite à quelques expositions collectives, plusieurs salons, et à huit expositions personnelles. Lucien Lévy-Dhurmer réalise également dans son atelier de Paris de nombreux portraits pour des commandes privées, plus éloignés de ses premières aspirations artistiques symbolistes et de qualité variable.
Après 1900, il expérimente une technique de modelé diffus aux coloris restreints et souvent bleutés, qu'il gardera jusqu'à sa mort alors que le symbolisme est oublié depuis longtemps. Parmi ces élèves de cette époque se trouve Lucienne Pageot-Rousseaux.
Il se marie le 6 janvier 1914 avec Emmy Fournier, surnommée Perla par l’artiste. Elle est alors rédactrice en chef pour le journal féministe La Fronde.

### Voyages
Il entreprend, à partir de 1897, de nombreux voyages principalement en Europe et au Proche-Orient (Italie, Espagne, Hollande, Afrique du Nord, Turquie…), desquels il rapporte des scènes et des paysages idéalisés qui font l'objet de plusieurs expositions personnelles. Commençant la série de ces voyages par l’Italie, il perpétue la tradition du Grand Tour. Son esthétique se rapproche alors des grands maîtres de la Renaissance. Cette dernière se modifie au fur et à mesure qu’il se rapproche des régions méditerranéennes, vers un pointillisme diffus dans certaines de ces toiles et un éclaircissement de sa palette. 
L'artiste remplit lors de ses voyages des carnets de croquis, qu'il réutilise par la suite dans des compositions au pastel ou à l'huile.
La musique trouve sa place dans l'œuvre de Lévy-Dhurmer. Ami de Claude Debussy, l'artiste s'inspire des créations de celui-ci pour créer des œuvres aux atmosphères similaires, ainsi que de celles d'autres artistes tels Gabriel Fauré ou Ludwig van Beethoven.

## Distinctions
Lucien Lévy-Dhurmer est nommé chevalier de l'ordre national de la Légion d'honneur par décret du 22 janvier 1902 et promu officier, du même ordre, par décret du 21 octobre 1932.

## Œuvres dans les collections publiques
États-Unis

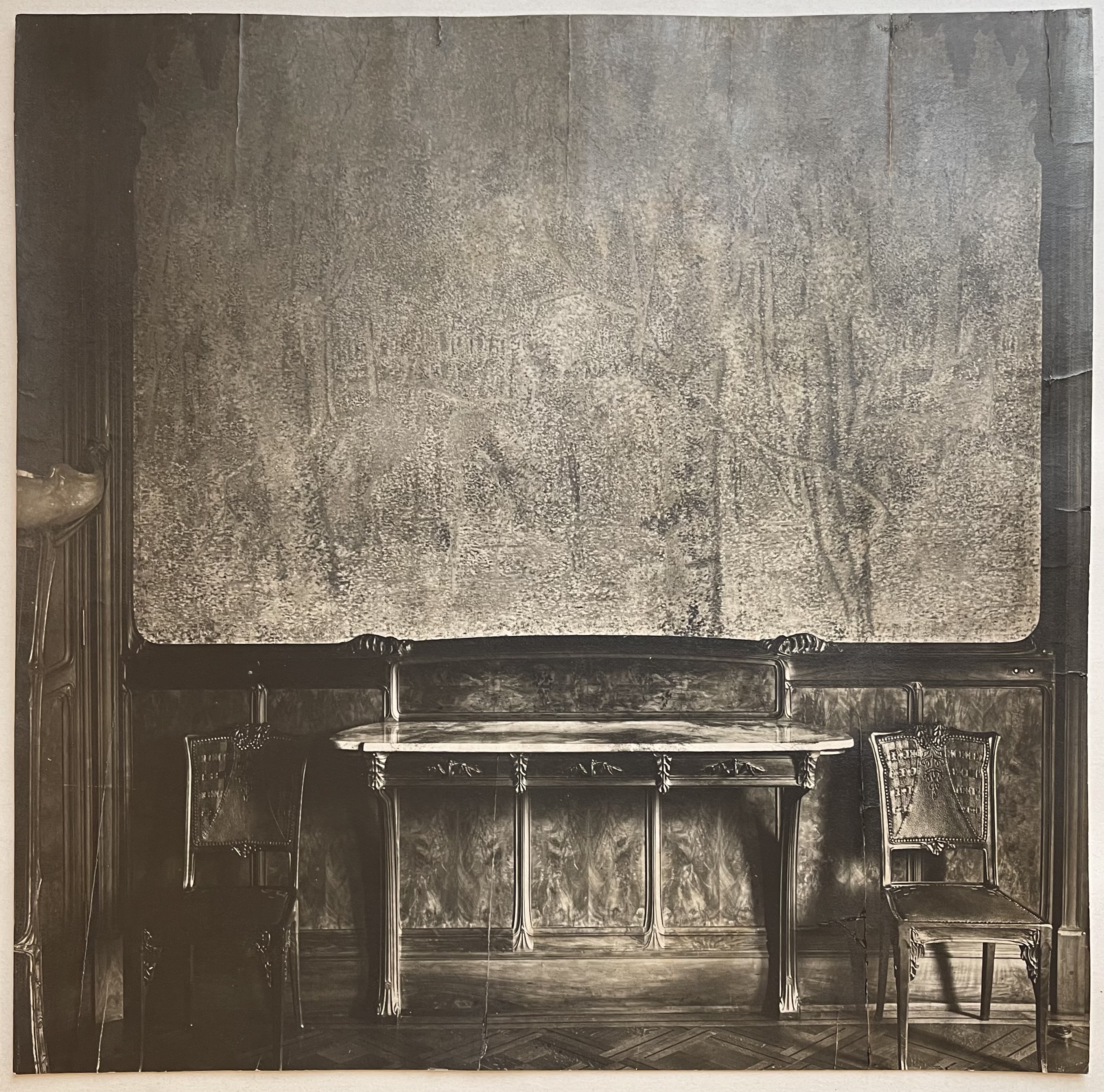
Vue de la Wisteria Dining Room réalisée pour l'hôtel particulier d'Auguste Rateau à Paris en 1914.

- New York,  Metropolitan Museum of Art : Wisteria Dining Room (salle à manger Glycines), 1910-1914. Lucien Lévy-Dhurmer a également réalisé quelques pièces de mobilier. Une des œuvres les plus notables est cette salle à manger de style Art nouveau de l'hôtel particulier d'Auguste Rateau[14]. La banquette conservée dans les collections du musée d'Orsay à Paris, provient également de cet hôtel, pour lequel Lévy-Dhurmer était chargé de toute la décoration intérieure. Ainsi, à l'égal d'un Gallé ou d'un Majorelle, son travail se rapproche d'une œuvre d'art total, l'artiste concevant toute l'architecture de la salle, mais également les pièces de mobilier, jusqu'aux poignées des portes et des tiroirs.

France
- Bayonne, musée basque et de l'histoire de Bayonne : Portrait de Pierre Loti ou Fantôme d'Orient, 1896, pastel, 425 × 565 mm.
- Brest, musée des Beaux-Arts[15] : 
  - Esquisse pour Notre-Dame de Penmarc'h, 1896, pastel sur papier, 50 × 65 cm ;
  - Étude pour la Bourrasque, 1896, pastel sur papier, 38 × 58 cm ;
  - La Magicienne Circé, 1897, pastel sur papier (camaïeu vert), 38 × 58 cm ;
  - Ma Mère, un soir, a vu la ville d'Ys, 1898, pastel sur carton, 93 × 69 cm ;
  - La marche funèbre, pastel sur papier, 92 × 69 cm ;
  - La Mère bretonne, vers 1915, pastel sur papier gris, 62,5 × 47,5 cm ;
  - Crépuscule à Marrakech, 1932, huile sur toile, 93,5 × 125,3 cm ;
  - Calanque à Cassis, vers 1935, pastel sur papier, 64 × 91 cm ;
  - Guerrier nord-africain, pastel sur papier, 62 × 47 cm ;
  - Jeune gitane, pastel sur papier, 62 × 47 cm.
- Paris :
  - musée du Louvre, département des arts graphiques :
    - Allée bordée de grands arbres, croquis [16] ;
    - Âne à corps d'homme lisant dans une bibliothèque, croquis[17].

  - Mystère ou la Femme à la médaille, 1896 - Paris, Musée d'Orsaymusée d’Orsay[18] :

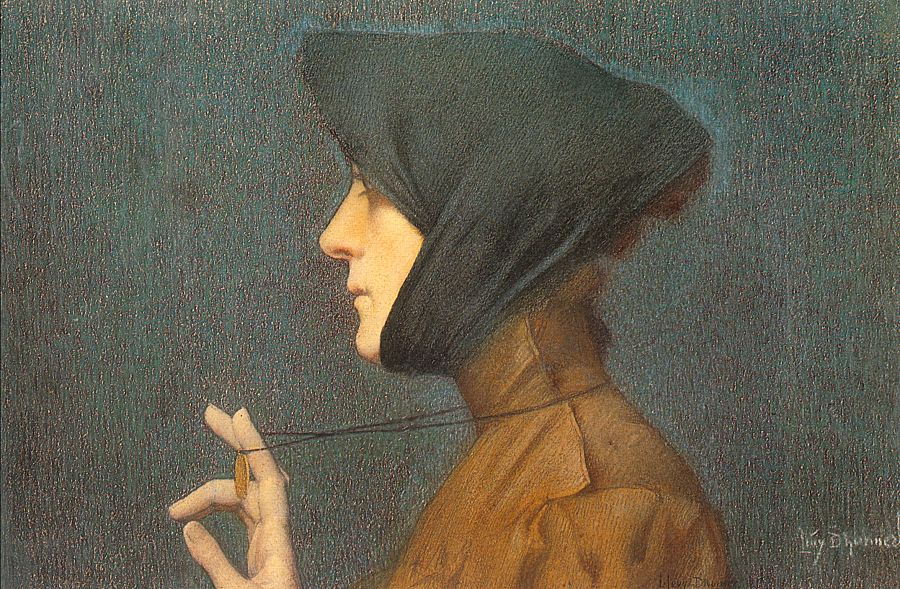
Mystère ou la Femme à la médaille, 1896 - Paris, Musée d'Orsay

    - Florence, vers 1898, pastel, 53 × 45 cm[19] ;
    - Mystère ou La Femme à la médaille, 1896, pastel et rehauts d'or sur papier contrecollé sur carton, 35 × 54 cm[20] ;
    - La Sorcière, 1897, pastel sur papier, 61 × 46 cm ;
    - Le Silence, 1895, pastel, 54 × 29 cm ;
    - Les Aveugles à Tanger, 1901, pastel sur papier, 50 × 70 cm ;
    - L’Explorateur perdu, 1896, pastel sur papier, 59 × 38 cm ;
    - Méduse, 1897, pastel et fusain sur papier contrecollé sur carton, 59 × 40 cm ;
    - Portrait de Georges Rodenbach, vers 1895, pastel sur papier, 36 × 55 cm ;
    - Portrait de Mademoiselle Carlier, vers 1910, pastel sur papier collé sur châssis entoilé, 87 × 33,3 cm.

  - musée du Quai Branly - Jacques-Chirac : Le Marocain ou Le Fanatique, vers 1900, huile sur toile, 64,5 × 50 cm[21].
  - Petit Palais :
    - Feux d'artifice à Venise, pastel sur papier gris et carton collé, 87,5 × 53,8 cm ;
    - Torse de femme vue de face, pastel sur papier gris et carton collé, 80 × 55 cm ;
    - Torse de femme vue de dos, s.d., pastel sur papier gris et carton collé, 80 × 43,5 cm ;
    - Hymne à la joie ; Beethoven ; L'Appassionata, vers 1906, triptyque, pastel et crayon noir sur papier gris, 48 × 63 cm, 63 × 48 cm, 48 × 63 cm.
- Quimper, musée des Beaux-Arts : Notre Dame de Penmarc'h, 1896, huile sur toile, 41 × 33 cm.
- Affiche de Lucien Lévy-Dhurmer pour l'emprunt national de 1920.Rennes, musée de Bretagne :

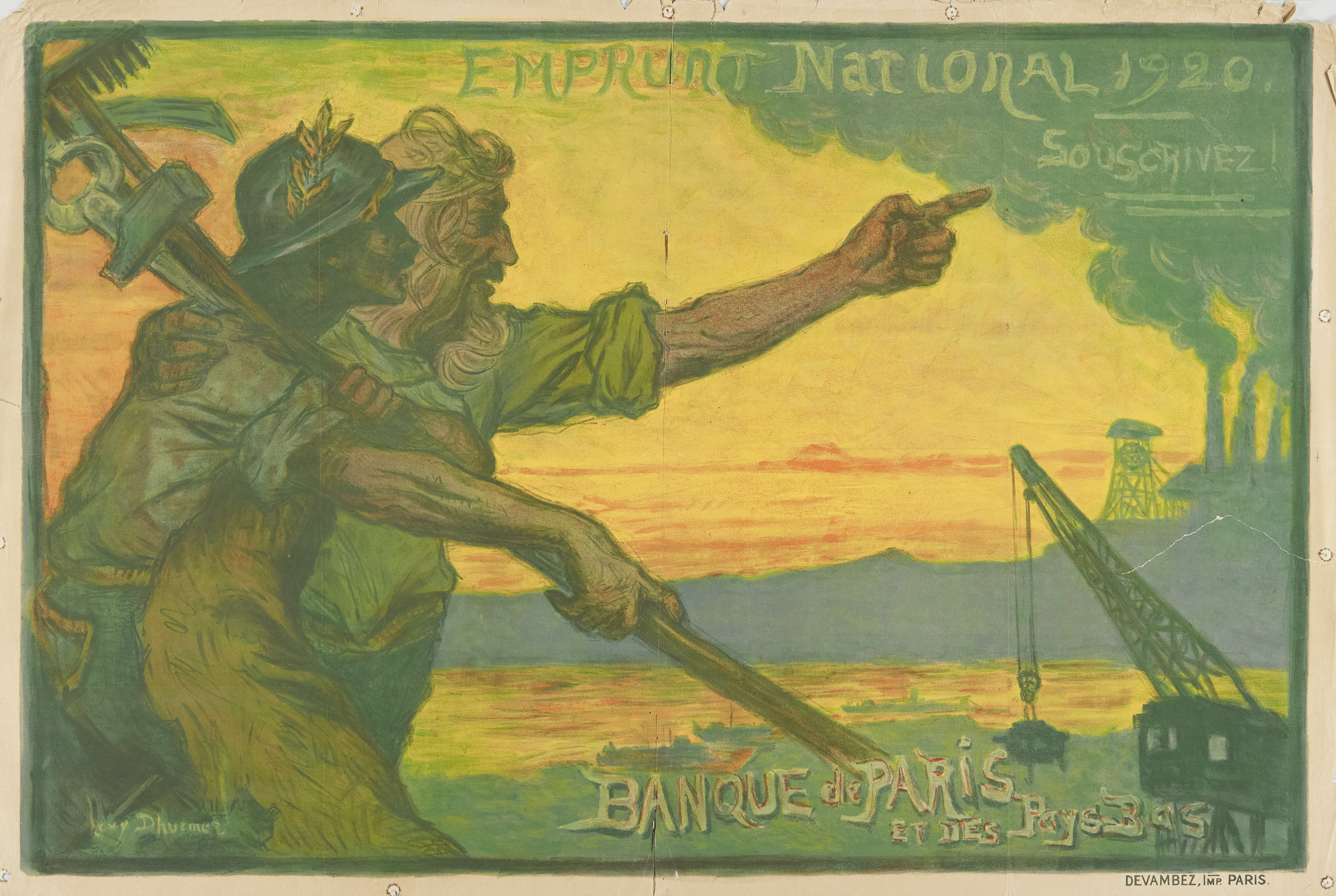
Affiche de Lucien Lévy-Dhurmer pour l'emprunt national de 1920.

  - Cocarde Journée nationale des tuberculeux, imprimerie Devambez, 1917, 3,5 x 5 cm.
  - Affiche Emprunt national 1920, imprimerie Devambez, 1920, 80 x 120 cm.
- Vallée-aux-Loups, maison de Chateaubriand : La Mort d'Atala, 1801, peinture sur porcelaine, 41 × 60 cm[22].
- Versailles, musée de l’Histoire de France : Alfred-Philippe Roll (1847-1919), 1913, pastel sur papier, 153,4 × 95 cm[23].

## Publication
- Les Mères pendant la guerre : douze compositions inédites, Paris, Devambez, 1917.

## Salons et expositions
- Salon des artistes français : 1882, 1884-1887, 1889, 1895-1897.
- Salon de la Société nationale des beaux-arts[24] : 1892, 1894, 1898, 1903, 1908-1914, 1920-1924.
- Salon de la Société des pastellistes français[25] : 1897, 1903, 1904, 1907, 1912.
- Salon de la Société des peintres orientalistes français[26] : 1902-1906, 1908-1914, 1917, et 1933.
- Salon d'automne[27] : 1903, 1907, 1919-1921, 1931, 1932, 1935, 1936.

Il obtient en 1900 une médaille de bronze à l'Exposition universelle. 
Il fait également l'objet plusieurs expositions monographiques : 
- 1896 : du 15 janvier au 15 février 1896, galerie Georges Petit, Paris, exposition Lucien Lévy-Dhurmer ;
- 1899 : librairie Paul Ollendorf, Société d’éditions littéraires et artistiques, exposition Lévy-Dhurmer ;
- 1917 : du 3 au 24 décembre 1917, galerie Devambez, Paris, exposition Les Mères pendant la Guerre ;
- 1922 : du 15 au 30 mai 1922, galerie J. Allard, Paris, exposition Visions de Montagnes (Massif du Mont Blanc) ;
- 1924 : du 7 au 22 novembre 1924, galerie Georges Petit, Paris, exposition L. Lévy-Dhurmer ;
- 1927 : du 20 décembre 1927 au 3 janvier 1928, galerie des artistes français, Bruxelles, exposition des œuvres de Lucien Lévy-Dhurmer[30] ;
- 1937 : du 25 janvier au 17 juillet 1937, galerie Charpentier, Paris, exposition L. Levy-Dhurmer Peinture et études d'époques différentes ;
- 1952 : du 9 octobre au 17 novembre 1952, Paris, musée des Arts décoratifs, rétrospective Lucien Lévy-Dhurmer.

#### Sources primaires
- Archives de M. et Mme Zagorowsky, Paris, Documentation du musée d'Orsay, ODO 1996.33.

#### Sources secondaires
- Bojidar Karageorgevitch, « L.L.-Dhurmer », La Revue : Art, vers 1904.
- (en) Gabriel Mourey, « A dream painter L. Lévy-Dhurmer », The Studio, février 1897.
- Félix Polak, « Exposition Lévy-Dhurmer », Art et chiffons, no 6, 8 février 1896.
- Jacques Sorrèze, « Artistes contemporains L. Lévy-Dhurmer », Revue de l'art ancien et moderne, 10 avril 1900.
- Léon Thévenin, La Renaissance païenne, Étude sur Lévy-Dhurmer, Paris, L. Vanier, 1898.
- Françoise Barbe et Clarisse Duclos, Le portrait chez Lévy-Dhurmer, mémoire de maîtrise, Paris, université Paris-Sorbonne, 1982.
- Geneviève Lacambre, « Lucien Lévy-Dhurmer 1865-1953 », La Revue du Louvre, no 1, Paris, 1973, p. 27-34.
- Christine Peltre, Les Orientalistes, Paris, Hazan, 1997.
- Jean-David Jumeau-Lafond, « Lucien Lévy-Dhurmer », in Les Peintres de l'âme, le symbolisme idéaliste en France, [catalogue d'exposition], Bruxelles, Musée d'Ixelles, 1999.
- (en) Jean-David Jumeau-Lafond, « Lucien Lévy-Dhurmer », in Painters of the soul. Symbolism in France, [catalogue d'exposition], Tampere, Fine Arts Museum of Tampere, 2006.
- Deborah Sage, Les voyages de Lucien Lévy-Dhurmer (1865-1953), sous la direction de Claire Barbillon et Ségolène le Men, mémoire de Master, Paris, université Paris-Nanterre, 2009-2011.
- Séréna Eychenié, Lucien Lévy-Dhurmer (1865-1953) : la fabrique d'un artiste symboliste, sous la direction de Marion Lagrange, mémoire de Master 2 Recherche histoire de l'art, Bordeaux, université Bordeaux-Montaigne, 2016 (référence notice : INHA REF BIBLIO 69407).
- Élodie Le Beller, Lucien Lévy-Dhurmer, portraitiste et illustrateur de Georges Rodenbach, sous la direction de Xavier Deryng, Mémoire de Master 2 Arts, parcours Histoire et critique des arts, Rennes, université Rennes-II, 2017.
- Lynne Thornton, Les Orientalistes, peintres voyageurs : 1828-1908, Paris, ACR, 1983.
- Autour de Lévy-Dhurmer, visionnaires et intimistes en 1900, Paris, RMN, 1973.  — Catalogue de l'exposition au Grand Palais à Paris du 3 mars au 30 avril 1973.
- Symbolisme en Europe, Tokyo, Tokyo Shimbun, 1996.  — Catalogue de l'exposition du musée municipal des beaux-arts de Takamtsu du 1er novembre au 8 décembre 1996 ; musée des beaux-arts Bunkamura, Tokyo du 14 décembre 1996 au 9 février 1997 ; musée municipal d'art de Himeji du 15 février au 30 mars 1997.